# 热带夜 (电影)
《热带夜》（韓語：열대야）是一部预计2025年上映的韩国硬派动作片，由新人导演金判洙执导，《局内人》《南山的部長們》的导演禹民鎬参与剧本改编，禹棹奐、张东健、李惠利、朴成焄、金玟錫及金民主演。

## 剧情概要
影片讲述在即便深夜依旧高温的城市曼谷，一伙人为了生存而全身心投入的最滚烫的24小时。

## 演员阵容
- 禹棹奐 饰演 泰康，泰国最大毒品组织的收款员，辗转于非法格斗赌场的前职业拳击手。[3]
- 张东健 饰演 白道俊，被派往泰国的国际刑警组织刑警，负责在没有调查权的曼谷扫荡贩毒团伙的任务。[3]
- 李惠利 饰演 阿丽，和泰康一起在曼谷激烈生活的钢管舞者，曾是一名女团成员。[3]
- 朴成焄 饰演 万洙，曼谷的韩人毒品组织销售负责人，[3]
- 金玟錫 饰演 小新，曼谷的毒品运输负责人。[3]
- 金民 饰演 光洙，万洙双胞胎兄弟兼合伙人。[3]

## 制作

### 选角
2023年10月，媒体报道禹棹奐和张东健有望主演《南山的部長們》《从邪恶中拯救我》制片商Hive Media Corp制作的新片《热带夜》。2024年1月，媒体报道李惠利出演该片女主角。1月24日发行商Plus M娱乐正式宣布禹棹奂、张东健、李惠利、朴成焄、金玟錫与金民参演该片。

### 拍摄
影片主体拍摄于2024年1月25日在泰国曼谷开始，所有拍摄将在泰国进行。